# Haji Mohamad Ali
Haji Mohamad Ali (ur. 19 marca 1995 jako Gadżymagomied Alijew) – bahrajński, a wcześniej rosyjski zapaśnik startujący w stylu wolnym. Zajął siódme miejsce na mistrzostwach świata w 2019. Dwunasty w indywidualnym Pucharze Świata w 2020. Piąty na mistrzostwach Azji w 2019. Złoty medalista mistrzostw arabskich w 2019 i w 2021 roku.